# Самар-3 (автостанція)
Автостанція «Самар-3» розташоване у середмісті Самара, яка обслуговує переважно приміські маршрути у Перещепинському напрямку. Входить до складу ПАТ «ДОПАС».

## Основні напрямки

### Місцевого формування
- Самар-3 — Піщанка (Самарівський район) / Голубівка (Самарівський район)
- Самар-3 — Знаменівка (Самарівський район)
- Самар-3 — Меліоративне
- Самар-3 — Новотроїцьке (Самарівський район)

### Транзитні
- Дніпро — Перещепине
- Дніпро — Василівка (Самарівський район)
- Дніпро — Голубівка (Самарівський район)
- Дніпро — Губиниха
- Дніпро — Миколаївка (Самарівський район)
- Дніпро — Хащеве (Самарівський район)
- Дніпро (Новий центр) — Хащеве (Самарівський район)
- Самар-1 — Перещепине
- Самар-1 — Василівка (Самарівський район)
- Самар-1 — Герасимівка (Самарівський район)
- Самар-1 — Голубівка (Самарівський район)
- Самар-1 — Губиниха (Самарівський район)
- Самар-1 — Затишне (Самарівський район)
- Самар-1 — Казначеївка (Самарівський район)
- Самар-1 — Королівка (Самарівський район)
- Самар-1 — Миколаївка (Самарівський район)
- Самар-1 — Надеждівка (Самарівський район)
- Самар-1 — Орілька (Самарівський район)
- Самар-1 — Панасівка (Самарівський район)
- Самар-1 — Попасне (Самарівський район)
- Самар-1 — Привільне (Самарівський район)
- Самар-1 — Хащеве (Самарівський район)
- Самар-1 — Черкаське (Самарівський район)